# Félicien Rops
Félicien Rops (7 de julio de 1833-23 de agosto de 1898) fue un pintor y grabador belga, que cultivó el grabado al aguafuerte y al aguatinta. Destacó por sus temas eróticos y satánicos.

## Biografía

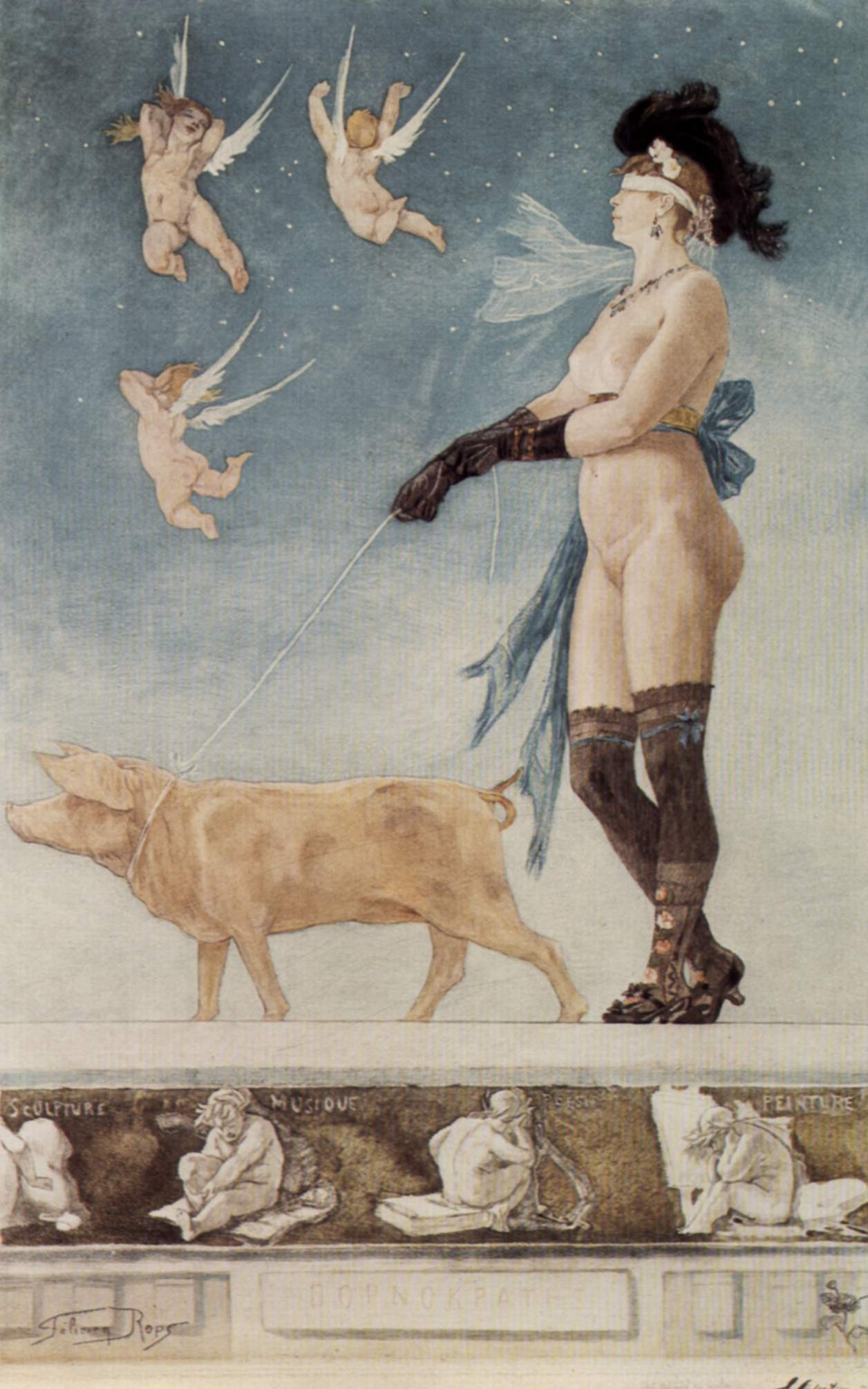
Pornocratés. Aguafuerte y aguatinta, 1878.

Nació en Namur el 7 de julio de 1833, único vástago del matrimonio formado por Nicholas Rops y Sophie Maubile. Completó sus estudios académicos en la Universidad de Bruselas. Desde sus inicios se revelaría como un excepcional dibujante, alcanzando cierta notoriedad como caricaturista.
En 1857, contrajo matrimonio con Charlotte Polet, con la que tuvo dos hijos, Paul y Juliette. Esta última murió a temprana edad.
Tras su ruptura matrimonial, se mudó a París en 1874. Allí cohabitó con las hermanas Duluc, Aurélie y Léontine, con la que tuvo una hija, Claire. Años más tarde, Claire se casó con el escritor belga Eugène Demolder.
Hacia 1892 comenzaron sus problemas de visión, circunstancia que no le impidió mantener su labor artística hasta su muerte, acaecida el 23 de agosto de 1898 en Essonnes.

### Relación con Baudelaire

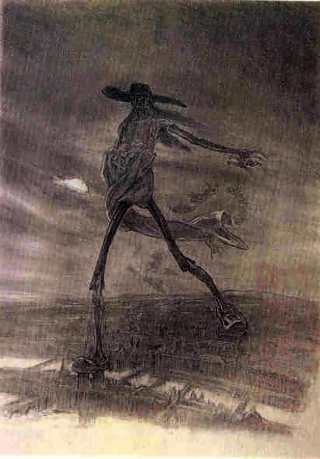
Satán esparciendo semillas (de Les Sataniques, 1882).

En 1864 conoció a Charles Baudelaire, ya en las postrimerías de la vida del escritor, una relación que le marcaría profundamente hasta el fin de sus días. Rops diseñó el frontispicio de la obra Les Épaves de Baudelaire, con poemas escogidos de Les Fleurs du mal, libro que había sido censurado en Francia y que finalmente vio la luz en Bélgica.
Su fecunda colaboración con Baudelaire despertó la admiración de muchos otros escritores, como Théophile Gautier, Alfred de Musset, Stéphane Mallarmé, Jules Barbey d'Aurevilly y Joséphin Péladan, lo que le llevó a trabajar con algunas de las principales figuras del simbolismo y el decadentismo. Fiel a los textos literarios que se encargó de ilustrar, los motivos de su obra pictórica gravitan alrededor del sexo, la muerte y las imágenes satánicas. 
Félicien Rops fue francmasón y miembro del Gran Oriente de Bélgica. Asimismo, fue uno de los fundadores del grupo de Los XX.

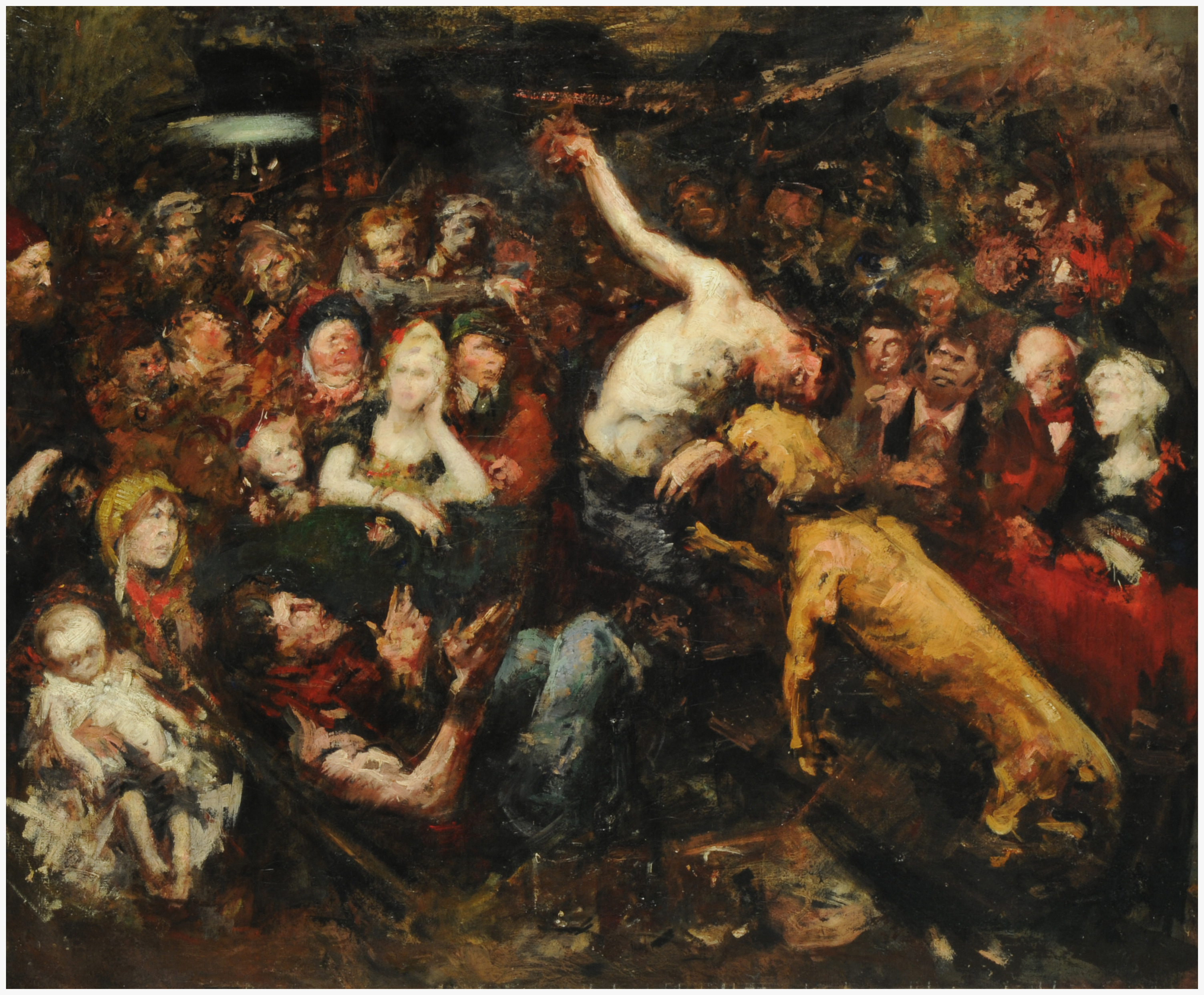
Combate entre un hombre y un moloso en el país valón - Félicien Rops.